# ニアバイシェア
ニアバイシェア（英：Nearby Share）は、Googleによって開発された、BluetoothやWi-Fiを通して複数のデバイス間でデータを送受信を可能にするサービスである。ニアバイシェアはAndroid、ChromeOS、Windowsで利用可能である。デバイス間のファイルの送受信には Bluetooth、Bluetooth Low Energy、WebRTC、UWB、P2P Wi-Fiが利用される。また現在ではGoogleがサムスン電子の「クイック共有（Quick Share）」とニアバイシェアを統合し、2024年2月からクイック共有と呼ばれている。本項目では「ニアバイシェア」と呼称する。

## 歴史
ニアバイシェアの前に、GoogleはAndroidビームを2011年に公開している。だが2017年には、ComputerWorldによる、「かつてもてはやされ、静かに消えていった機能」のリストに含められることになり、「立派なマーケティング努力にもかかわらず、Beamが特にうまく機能することはなく、物を共有するための他の数多くのシステムの方がよりシンプルで信頼できることが証明された」とコメントされた。
ニアバイシェアは2020年8月4日に、Android 6.0以降に向けてリリースされた。これはAirDropのように動作し、共有メニューで「ニアバイシェア」を選択して、共有先のスマートフォンが見つかるまで待つことができるようになった。
2021年6月のChromeOS 91のリリースとともに、Android版と同様の機能を持ったChromeOS版ニアバイシェアがリリースされた。CES 2022の期間中には、Windows版ニアバイシェアが発表された。また、2023年3月31日にはクロスプラットフォームのファイル共有を可能にするWindows版ニアバイシェアのベータ版がリリースされた。

## 利用方法
AndroidやChromeOSでは、ニアバイシェアは設定アプリで、接続済みデバイス > 接続設定 > ニアバイシェア > デバイスの公開設定 (もしくは Google > デバイス、共有 > ニアバイシェア > デバイスの公開設定) と移動し、「付近のデバイスに表示されています」を有効化する。Windowsでは、ニアバイシェアはandroid.comからダウンロードできる。Windows版では、ニアバイシェアのインストールが完了すると、もしくはAndroid版のニアバイシェアの設定メニューを開くと、自分のデバイスが誰に見えるかを、次の中から設定できる。
- 全ユーザー対象
- 連絡先
- 自分のデバイス

ニアバイシェアでファイルを共有する際には、ユーザーには共有可能なデバイスのリストが表示される。このリストで、共有先のデバイスを選択すると、共有先のデバイスには受信を許可するよう求めるプロンプトが表示される。ただし、同じGoogleアカウントでリンクされているデバイス間の共有にはプロンプトは表示されない。
ニアバイシェアでは、画像、動画、文書、連絡先、YouTubeの動画などといったファイルやリンクを送受信できる。共有には、Bluetooth、Bluetooth Low Energy、WebRTC、P2P Wi-Fiを利用する。また、Bluetoothのみを共有に利用するオフライン共有も設定できる。

## 可用性
ニアバイシェアはAndroid 6以降、ChromeOS 91以降、Windows 10以降で利用可能である。AndroidやChromeOSにはOSの一部として提供されているが、Windowsでは、ニアバイシェアは手動でのインストールを必要とする。Windowsデバイスはニアバイシェアの利用に、Wi-FiとBluetoothの両方を必要とする。また、ARMデバイス上のWindowsはサポートされていない。